# Володимир (Репта)
Володимир Репта (22 грудня 1841, село Банилів (Буковина, Австрійська імперія) (тепер — Вижницького району Чернівецької області) — 21 квітня 1926, Чернівці, Румунія) — церковний діяч, митрополит Буковини і Далмації, педагог, ректор Чернівецького університету

## Біографія
Володимир Репта (мирське ім'я — Василь) народився 22 грудня 1841 року в с. Банилів (над Черемошем, тепер — Вижницького району Чернівецької області) в багатій сім'ї. 

Гімназійну та богословську освіту отримав у м. Чернівці.

Для удосконалення в науках та підготовки до професорської діяльності він був направлений на навчання за кошти Релігійного фонду до Віденського, Боннського, Мюнхенського та Цюріхського університетів.

В 1872 році, після закінчення навчання та повернення на Буковину, стає інспектором Чернівецької духовної семінарії.

В 1873 році В. Репті присвоєно звання професора кафедри Священного писання (Нового Заповіту). З 1875 року він призначений почесним професором богословського факультету Чернівецького університету. За роки роботи в університеті стає деканом богословського факультету, а в 1883–1884 навчальному році — ректором.

З 1876 по 1895 рік — інспектор народних шкіл у Чернівцях, а 16 лютого 1896 року отримує сан архімандрита, стає радником консисторії та генеральним вікарієм Буковинської митрополії.

З 4 жовтня 1902 року, після смерті митрополита А. Чуперковича — митрополит Буковини. Спочатку, за національністю вважав себе українцем, але щодалі, то більше прихилявся у бік румунів, і через це українцям часто доводилося добиватися рівноправності на церковному полі .

З початком урядування нового митрополита видано розпорядження, щоб усі написи в резиденції і консисторії були румунською і українською мовами.

Під тиском крайового управління митрополит був змушений прийняти на початку 1903 року українську депутацію, яка поставила вимоги: в усіх громадах з українським населенням призначати тільки українських священиків, для підготовки кадрів українських священиків виділити десять стипендій, на посаду консисторського архімандрита призначати українця. Однак відповідь митрополита на всі три вимоги була негативна і викликала повне розчарування. Важливим кроком на шляху до вирішення церковного питання стала поїздка української делегації у складі М. Василька, Є. Пігуляка, І. Семаки, Т. Левицького, А. Клима до імператора.

29 березня 1906 року вони подали петицію про кривди, яких зазнають українці-русини у православній церкві на Буковині, та просили імператора призначити українцям окремого єпископа.

В 1906 році В. Репта здійснив поїздку по селах Кіцманського повіту. Він надіявся на урочисту зустріч. Але замість цього в багатьох селах йому вручали петиції і не виявляли очікуваної пошани. В одній з петицій вказувалось: «Православний народ терпить в багатьох руських селах у своїй православній церкві тяжкі кривди. Багато душпастирів або не вміють, або не хочуть знати руської мови, скасовують по руських парафіях руське богослужіння, ведуть Службу Божу на незрозумілій для нас волоській мові».

«Товариство руських православних священиків» намагалося взяти на себе ініціативу в реформуванні церкви. В 1909 році воно склало проект поділу консисторії на дві частини і подало його на розгляд митрополита Володимира (Репти) та міністерства культів і освіти. На чолі кожної секції мав би стояти архімандрит або вікарний єпископ. Над обома консисторіями мав би бути митрополит, який почергово призначався з українців і румунів. На сесії сейму (кінець 1912-початок 1913)р.) А. Ончул вніс пропозицію про реорганізацію церковного питання. Суть її зводилась до того, щоб перш за все унормувати автономні права православної церкви краю. Хоча церковне питання не було розв'язано до кінця, зміни, які відбулися на початку ХХ ст., показували, що при належній організації та цілеспрямованості можна досягти належних результатів, використовуючи демократичні засади австрійської конституції. Фактично, внаслідок 39-літньої боротьби, українці добились паритету в церкві. Все це мало велике значення для формування національної свідомості, згуртування українців у боротьбі за свої законні права.

Під час окупації Буковини російськими військами восени 1914 року митрополит Буковини й Далмації Репта з консисторією та духовенством залишилися на своїх місцях і виконували свої душпастирські обов'язки .

Володимир Репта видав указ духовенству молитися за російського царя й перемогу російських військ. Тому, коли австрійці звільнили Буковину від російських військ, митрополита й консисторію вивезли спочатку в Прагу, а потім у Відень, де після розгляду справи В. Репта відправили за штат
Після закінчення війни і розвалу Австро-Угорської імперії Буковину в 1918 році анексувала Румунія, а митрополит Володимир знову очолив митрополію. Настала доба ще більших утисків українців і насильної їх румунізації. Першим кроком румунської влади в Буковинській Православній Церкві було усунення єпископів — номінантів Тараса Тимінського та І. Воробкевича, і повернення В.Репті всіх прав митрополита Буковини. Тим часом у консисторії знову засіли радники австрійських часів. Таким чином, від самого початку, і за весь час румунської окупації Буковини українці вже не мали ні одного радника в консисторії, а вже те, що так тяжко здобули за останніх 40 років, втратили протягом короткого часу . Перш за все було запроваджено румунську мову в консисторії, в парафіяльних урядах та в школах (1921—1922 рр.). Пізніше, у 1925 року вийшло розпорядження, щоб Богослужіння відбувалися пів-на-пів, по-слов'янськи і по-румунськи, чого, однак, українське духовенство не виконувало .

В 1925 році В. Репта вийшов на пенсію.

Помер В. Репта 21 квітня 1926 року і був похований в архієрейській гробниці на міському кладовищі в Чернівцях.

## Публікації
В. Репта — автор багатьох наукових праць (в основному — на релігійну тематику), серед яких:

- «Психологія в її значенні для діяльності, виховання і побудови релігійного життя» (1838), * «Релігійні звичаї, традиції та манери в їхньому значенні для розвитку культури» (1888),
- «П'ятнадцятий вісник про стан державних шкіл і народних шкіл крайового міста Чернівці» (1889).